# 阿南馨
阿南 馨（あなん かおる、1935年（昭和10年）10月8日 - ）は、日本の政治家。元大分県竹田市長（3期）。

## 経歴
竹田市出身。1954年（昭和29年）大分県立三重農業高等学校卒業。
竹田市役所に入り、同市助役を経て、1996年（平成8年）竹田市長に当選した。2000年（平成12年）と2004年（平成16年）の市長選挙はいずれも無投票当選だった。
竹田市は2005年（平成17年）に合併し、新しい竹田市が発足したが、合併後の市長選挙には不出馬だった。